# 射毒眼镜蛇

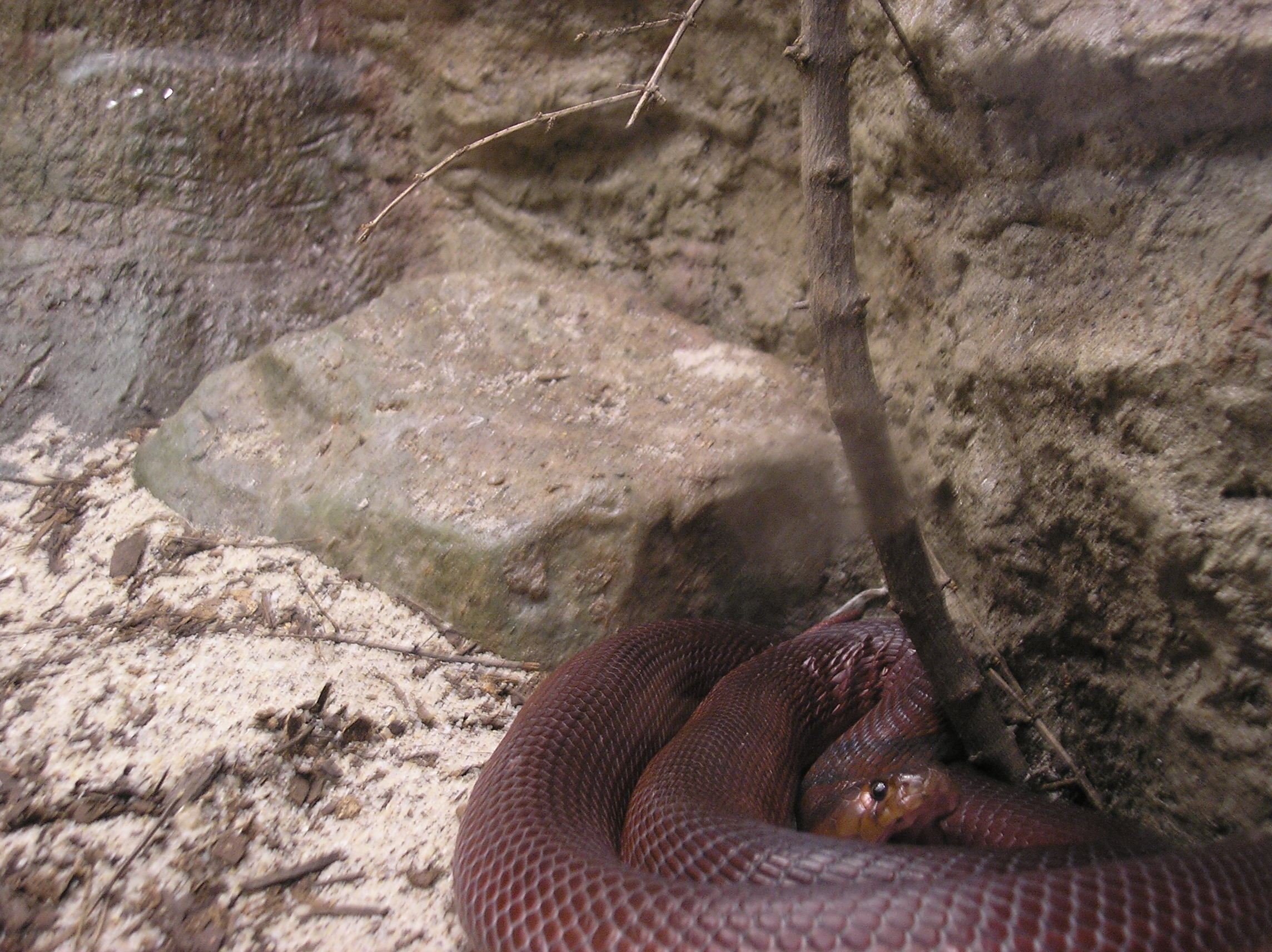
紅射毒眼鏡蛇

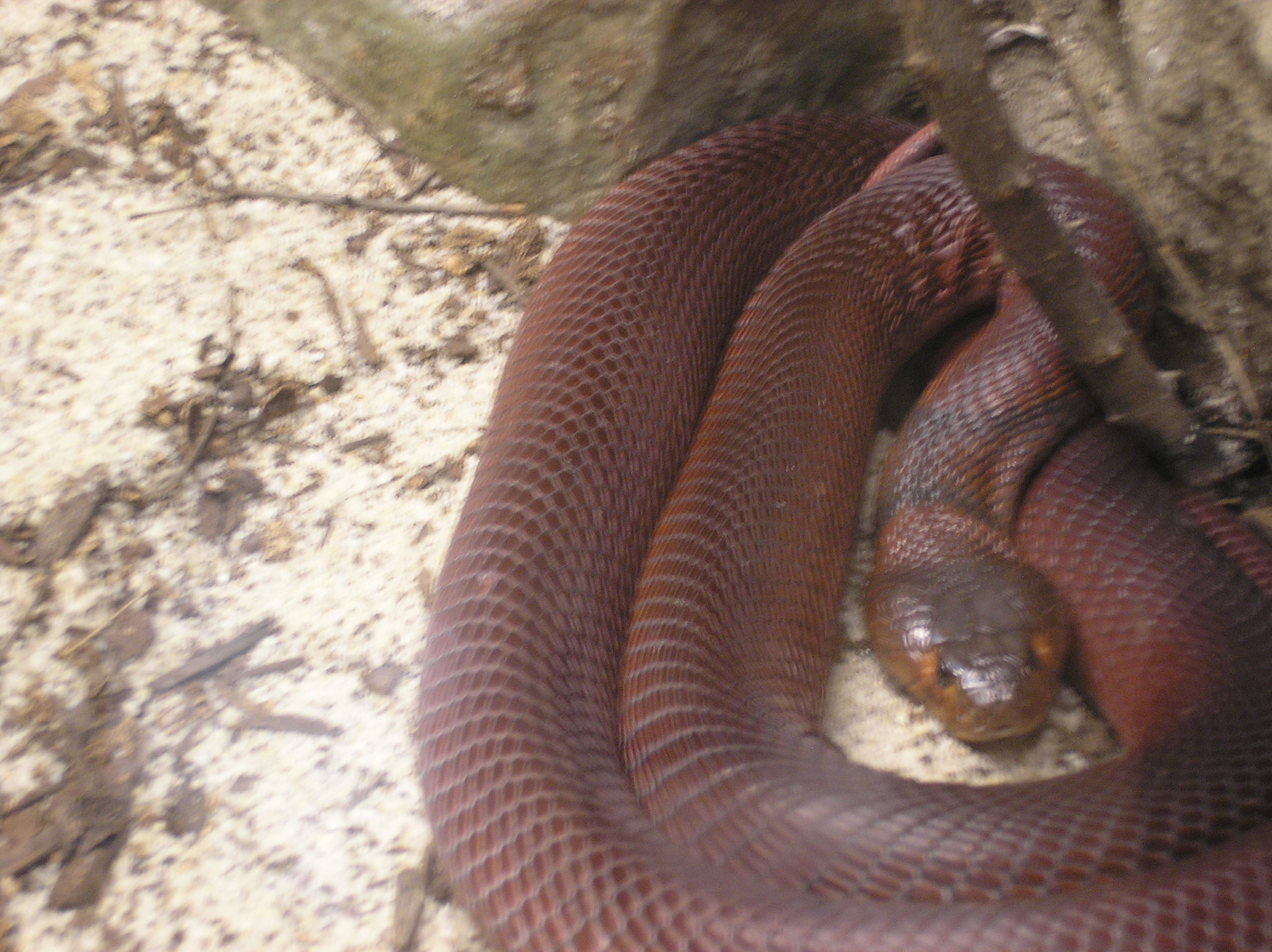

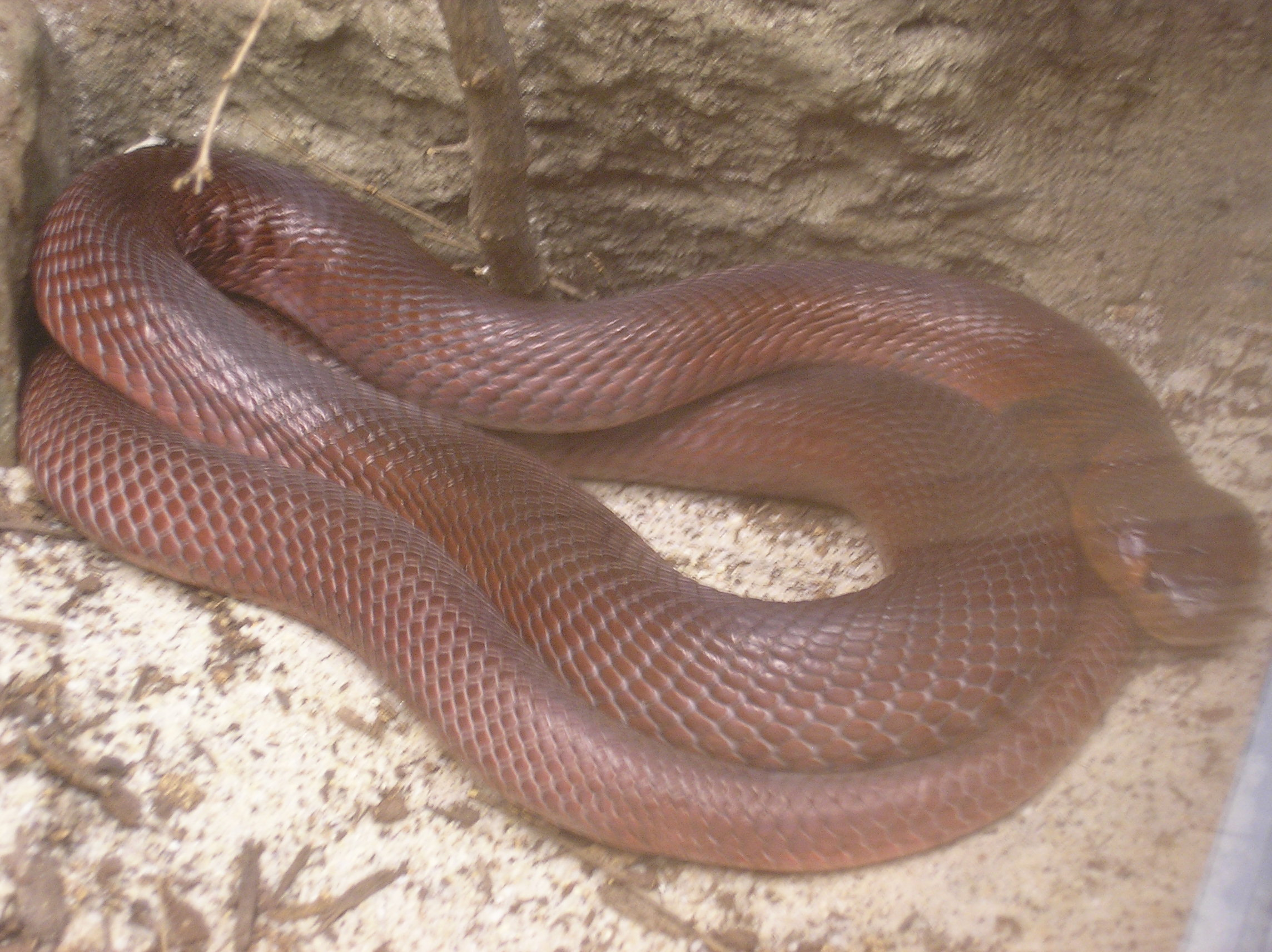

射毒眼鏡蛇指所有於自衛時能有效地透過牙齒，以短距離噴射形式釋出毒液的眼鏡蛇。這些毒液對於沒有傷口的皮膚是沒有害的，可是如果眼睛接觸到這些毒液，而又未有瞬即治理的話，就可能會導致短暫失明（引發白睛浮壅或令角膜中毒腫大）。
在2004年，科學家在非洲肯尼亞發現目前世界上最巨型的射毒眼鏡蛇，蛇身長達2.75米，每次能釋出6.2毫升的毒液。這條射毒眼鏡蛇起初被歸類為「黑頸射毒眼鏡蛇」，後來才被獨立出來成為一個獨立品種阿氏射毒眼鏡蛇（Naja ashei）。

## 概述
射毒眼鏡蛇要運用毒液時，會在毒囊位置收緊附近肌肉，這種擠壓的力量把毒液從毒囊中迫出，並流向此類毒蛇特有的空心毒牙裡的開口位置。有的人認為：氣流從蛇的肺部釋出，令毒液變化成向前方激噴而出的解釋，目前已經證實是錯的。而當這類射毒眼鏡蛇被迫進困境的時候，牠們甚至能把毒液噴出至兩米之遙。
儘管射毒行為是射毒眼鏡蛇的第一自衛手段，牠們仍能透過咬擊向敵人或獵物傳輸毒液。大部分射毒眼鏡蛇毒都是溶血毒，也有神經毒素在内。

## 射毒眼鏡蛇的主要物種
- 黑頸眼鏡蛇 (Naja nigricollis)
- 黑射毒眼鏡蛇 (Naja woodi)
- 西方斑紋眼鏡蛇 (Naja nigricincta)
- 紅射毒眼鏡蛇 (Naja pallida)
- 莫桑比克射毒眼鏡蛇 (Naja mossambica)
- 南洋眼鏡蛇 (Naja sputatrix)
- 蘇門答臘射毒眼鏡蛇 (Naja sumatrana)
- 努比亞射毒眼鏡蛇 (Naja nubiae)
- 阿氏射毒眼鏡蛇 (Naja ashei)
- 西非棕射毒眼鏡蛇 (Naja katiensis)
- 中南半島射毒眼鏡蛇 (Naja siamensis)

## 其它有射毒行為的蛇類
一些本身並沒有射毒能力的眼鏡蛇及蝰蛇其實偶爾亦能射毒。另一種眼鏡蛇科的物種唾蛇（Hemachatus haemachatus）並非屬於眼鏡蛇屬（Naja），同時亦有射毒能力。亦有紀錄指，一些蝰蛇（尤指莽山烙鐵頭蛇）在面對威脅時，亦能噴射出毒液。

## 備註
1. ↑  Rasmussen, S, Young, B and Krimm H (1995) On the 'spitting' behaviour of cobras. Journal of Zoology, 237: 27–35
2. ↑  Greene、Harry W：《Snakes: The Evolution of Mystery in Nature》，柏克萊加州大學出版。

## 外部連結
- 一條非洲紅嘖毒眼鏡蛇的影片 （页面存档备份，存于）
- 新浪網新聞 （页面存档备份，存于）：肯尼亞發現世界最大射毒眼鏡蛇